# 月刊アントラーズフリークス
月刊フリークス（げっかんフリークス）は、鹿島アントラーズが発行している、Jリーグ・鹿島アントラーズの公式マガジン（雑誌）。

## 概要
アントラーズの会報誌となっており、鹿島アントラーズファンクラブのSOCIO（ソシオ）会員、またはフリークスメンバーに加入すれば、毎月26日に希望する会員に「フリークス」が送付される。
1995年10月に創刊され、2004年1月には通算100号に達した。2005年にはフリークス月刊化10周年を記念して、『アントラーズフリークスベストセレクション1995-2005』が発売された。
2023年には完全デジタル化でリニューアルした。なお、希望者には冊子版も引き続き送付する。

## 内容
- 選手インタビュー
- PLAY BACK（試合レポート）
- Monthly Macth Review
- いまさら聞けないサッカー用語
- Talk with You（ファン・サポーター投稿コーナー）
- 石井コーチのひとりごと（石井正忠）
- ANTLERS PLAYERS FILE
- Antlers Freaks Gallery（イラスト投稿コーナー）
- KASHIMA ANTLERS MATCH SCHEDULE CALENDAR（選手ポスター）
- アントラーズアカデミー（アカデミー情報）
- アントラーズホームタウンの輪（ホームタウン情報）
- ファンクラブインフォメーション
- Player's Salon（選手コーナー）
  - Shinzo! Yuzo! 探しに行くZO!（興梠慎三・田代有三）
  - 岩政先生の進路相談室（岩政大樹）
  - 杉山寮長のざんげ室（杉山哲・遠藤康・當間建文）
- カシマサッカースタジアムチケット情報